# Charouine (distrito)
Charouine é um distrito localizado na província de Adrar, no centro-sul da Argélia. Em 2008, sua população era de 31 149 habitantes.

## Comunas
O distrito está dividido em três comunas:
- Charouine
- Ouled Aissa
- Talmine